# 高師泰
高 師泰（こう の もろやす）は、鎌倉時代末期から南北朝時代にかけて足利尊氏に仕えた武将、官僚。室町幕府執事高師直の兄弟（『高階系図』では師直の兄とされているが、同時代の史料である『園太暦』では「舎弟師泰」と記されている）。兄弟の師直同様に優れた武将であり、また幕閣としても侍所頭人・引付頭人などの要職を歴任。しかし、足利氏の内紛である観応の擾乱で将軍弟の足利直義に敗北し、師直と共に滅んだ。子孫に、永禄の変で足利義輝と共に戦死した高師宣がいる。

## 生涯
足利尊氏に仕え、元弘3年/正慶2年（1333年）の鎌倉幕府に対する挙兵で武功を挙げた。それにより翌年、建武の新政における雑訴決断所の奉行に上杉憲房と共に任じられた。建武2年（1335年）の中先代の乱でも尊氏に従って鎌倉に赴き、北条時行を破る。その後、新田義貞を総大将とする朝廷の尊氏追討軍を三河国で迎撃し、一旦は敗れるが、鎌倉に逼塞していた尊氏の出馬に従い、義貞の軍を箱根・竹ノ下の戦いで撃破した。
京都へ攻め上った尊氏が朝廷軍の反攻に遭って九州へ落ちると、筑前国などの戦いで大いに活躍する。湊川の戦いでは尊氏の弟足利直義の副将として武功を挙げた。その後も金ヶ崎城攻めや北畠顕家討伐で大いに活躍し、室町幕府創設にあたり軍事において大いに貢献した。正平2年/貞和3年（1347年）、楠木正行が挙兵すると、兄師直と協力して翌年これを討ったうえ、南朝の本拠地である吉野に攻め入って同地を焼き払った。
しかし、功労者であるのを良い事に次第に傲慢な態度が目立ち始めた。例えば、正平3年/貞和4年（1348年）初頭、北朝掃部寮が領有する河内国大庭荘（現在の大阪府守口市淀川南岸あたり）に対し、手続き無しに兵粮料所と設定して濫妨行為（不法な略奪）を働き、北朝公卿の洞院公賢から批難されている（『園太暦』貞和4年2月5日条）。これは基本的には軍事費を捻出する目的だったと思われ、当時、師泰は河内守護だったので、手続きさえすれば兵粮米を収奪するのは合法だったのだが、その手続きを飛ばした点を咎められたのである。もっとも、日本史研究者の亀田俊和の主張によれば、同時代の他の武将と比較すれば、高兄弟の押領・濫妨の残存史料はむしろ少ない方であるという。
このような公家や寺社と武家との対立を避けようとした直義と、武家の勢力伸張を第一と考えた師直が、幕政の主導権をめぐって対立し始める（「観応の擾乱」を参照）と、師直派の中心人物と見なされる。
師泰・師直は、正平4年/貞和5年（1349年）、直義の追い落としに成功する。だが、一たびは出家して政務を退いた直義は、翌正平5年/観応元年（1350年）、尊氏が直義の養子・足利直冬を討伐するために中国地方へ遠征した隙に京都を脱出して南朝へ帰順し、師直・師泰兄弟討伐を掲げて挙兵した。師泰は、遠征先の石見国から帰還し、尊氏とともに直義と戦ったが、正平6年/観応2年（1351年）、摂津国打出浜で敗れた（打出浜の戦い）。和議の条件として師直と共に出家し、道勝と号する。同年2月26日、直義の手で京都へ護送される途中、復讐のために怒り狂って待ち受けていた直義派の上杉能憲らによって同国武庫川畔において、師直や息子の師世ら一族と共に、殺害された。享年不明。
武将としては一流であった。政治手腕にも長け、幕府創設期には訴訟奉行を任されている。しかし権勢に奢り高ぶったのが命取りとなり、一族もろとも殺害され、滅ぼされる羽目となった。

## 人物
兄弟の高師直と同様、失脚後・死後は、様々な悪行の物語が描かれたが、日本史研究者の亀田俊和によれば、どれもほとんど一次史料で確認することはできないという。
例えば、『太平記』が語る逸話では、師泰は東山に山荘を建設しようとして、その地にあった菅原氏の墓所を掘り返し、これに対して参議菅原在登が異議を唱えると、真言宗大覚寺派門跡（総長）の寛尊法親王（亀山天皇皇子）の寵童（ちょうどう、愛人の少年）に命じて在登を殺害させた、という。このうち、「菅原在登が京都市中で若者に殺された」という点のみは史実である（『祇園執行日記』観応元年5月16日条）。しかし、そこに師泰が関与した歴史的証拠はない。亀田の指摘によれば、当時の師泰は石見遠征に向けて軍備を整えている最中であり、菅原氏の参議と対立しているような時間的余裕はなく、時系列として無理があるのではないか、という。
亀田俊和によると、貞和4年（1348年）、師泰軍が聖徳太子廟の太子像を破損し廟を焼き払うという暴挙は、1次資料から確認できるという。

## 偏諱を与えた人物
- 毛利師親[6][7][注釈 1]

## 関連作品
- 太平記（1991年、NHK大河ドラマ） 演：武内伸一郎→塩見三省
- 桜嵐記（2021年、宝塚歌劇 月組公演） 演：蓮つかさ